# Pamphilius vafer
Pamphilius vafer är en stekelart som först beskrevs av Carl von Linné 1767.  Pamphilius vafer ingår i släktet Pamphilius, och familjen spinnarsteklar. Det är osäkert om arten förekommer i Sverige.